# Ed, Säffle kommun
Ed är en by i Långseruds socken i Säffle kommun, Värmlands län. Bebyggelsen i Ed tillsammans med kyrkbyn Kyrkebol strax norr därom avgränsades av SCB till och med år 2000 till en småort namnsatt till Långseruds-Ed.